# Бородастик білощокий
Бородастик білощокий (Psilopogon viridis) — вид дятлоподібних птахів родини бородастикових (Megalaimidae).

## Поширення
Ендемік Індії. Поширений в Західних Гатах та сусідніх гористих районах. Мешкає у тропічних вологих лісах, на кавових плантаціях, в парках та садах.

## Опис
Птах середнього розміру, завдовжки до 23 см, вагою 71-90 г. Основне забарвлення зелене. Голова темно-коричнева з білими вухами на бровою. Горло біле, груди коричневі. Дзьоб міцний, блідо-рожевий.

## Спосіб життя
Птах трапляється парами або невеликими сімейними групами. Вночі відпочиває у дуплі, яке сам видовбує у дереві. Під час гніздування це дупло він використовує для облаштування гнізда. Харчується ягодами, фруктами та членистоногими. Гніздовий сезон триває з грудня по липень, до початку сезону дощів. За сезон буває два виводки. Вхід у дупло має діаметр 5 см. Саме дупло глибиною до 30 см. У кладці 4-6 яєць. Насиджують обидва батьки. Інкубація триває два тижні. Пташенят годують двоє батьків: перші 5 днів вони отримують лише комах, а в наступні 10 днів їх годують фруктами. Протягом перших 21 днів пташенята набирають вагу по 3 г на день, але потім вони втрачають певну вагу, оскільки батьки годують їх менше. Тривалість перебування в дуплі становить 36-38 днів.